# Трепонти (Падова)
Трепонти је насеље у Италији у округу Падова, региону Венето.
Према процени из 2011. у насељу је живело 2222 становника. Насеље се налази на надморској висини од 16 м.